# Stellina
「Stellina」（ステッリーナ）は、原田ひとみの2枚目のシングル。2011年11月24日にフロンティアワークスから発売された。

## 概要
前作「Once」から約4か月ぶりのリリースとなるシングル。表題曲「Stellina」は、PSP用ソフト『アルカナ・ファミリア -La storia della Arcana Famiglia-』のオープニングテーマに起用された。なお、CDジャーナルは「原田の強さとキュートさが同居したヴォーカルともマッチしている」と評した。

## 収録曲
（全作詞：稲葉エミ、編曲：小森茂生）
1. Stellina [4:10]
作曲：小森茂生
PSP用ソフト『アルカナ・ファミリア -La storia della Arcana Famiglia-』オープニングテーマ
疾走感溢れる甘めなロックチューン。タイトルの『Stellina』は、イタリア語で小さな星の意[2]。
2. Simpatia [4:33]
作曲：奈良悠樹
「恋」をテーマとした前作の流れを汲むアップテンポな楽曲で、タイトルも親愛なる人を意味している[2]。
3. Stellina（w/o hitomi）
4. Simpatia（w/o hitomi）